# Maurice Archambaud
Maurice Archambaud, nacido el 30 de agosto de 1906 en París y fallecido el 3 de diciembre de 1955 en Raincy, fue un ciclista francés que desarrollo su carrera en los años 30 y 40.
Batió el Récord de la hora en 1937, el cual duró cinco años hasta que fue batido por Fausto Coppi. Miembro del equipo de Francia en el Tour de Francia entre las dos guerras, ganó diez victorias de etapa, vistiendoso varias veces del maillot amarillo.

## Palmarés
1932
- Gran Premio de las Naciones
- GP Wolber

1933
- 2 etapas del Tour de Francia

1935
- Paris-Caen
- Gran Premio de l'Écho d'Alger, más 2 etapas
- 1 etapa del Giro de Italia
- 2 etapas del Tour de Francia

1936
- París-Niza
- 1 etapa del Tour de Francia

1937
- Récord de la hora
- 1 etapa del Tour de Francia
- Giro de la Provincia de Milán (con Aldo Bini)

1939
- París-Niza
- 4 etapas del Tour de Francia

## Resultados en las grandes vueltas
| Carrera         | 1932 | 1933 | 1934 | 1935 | 1936 | 1937 | 1938 | 1939 | 1940 | 1941 | 1942 | 1943 | 1944 |
| --------------- | ---- | ---- | ---- | ---- | ---- | ---- | ---- | ---- | ---- | ---- | ---- | ---- | ---- |
| Giro de Italia  | -    | -    | -    | Ab.  | -    | -    | -    | -    | -    | -    | -    | -    | -    |
| Tour de Francia | 16º  | 5º   | Ab.  | 7º   | Ab.  | Ab.  | -    | 14º  | -    | -    | -    | -    | -    |
| Vuelta a España | -    | -    | -    | -    | -    | -    | -    | -    | -    | -    | -    | -    | -    |